# Hermány Bence
Hermány Bence (Budapest, 1990. április 27. –) magyar labdarúgó, kapus.

## Pályafutása
Hermány Bence tizenhét éves korában a Szent István SE csapatától került a Ferencváros utánpótlás csapatához. A fővárosi zöld-fehér csapatban a felnőttek között nem lépett pályára bajnoki mérkőzésen, négyszer a Ligakupában kapott lehetőséget. 2013 júliusában a több játéklehetőség reményében szerződött a Vasashoz.
Az élvonalba visszajutó fővárosi csapatban alapemberré vált, három szezon alatt negyvennégy bajnokin állt a kapuba, a pályafutását csatárként kezdő hálóőr.
2016 nyarán a Nyíregyháza Spartacus szerződtette. Harmincegy bajnokin védett a másodosztályban. 2018. január 30-án a Csákvári TK csapatához szerződött.
2020. nyarán az NB. II-es PMFC-hez igazolt.

## Sikerei, díjai
Vasas SC
- NB II
  - bajnok: 2014–15